# Второй департамент оперативных служб
Второй департамент оперативных служб (AOTD) — спецслужба Войска Литовского, орган военной разведки и контрразведки Министерства охраны края Литвы
Подчиняется министру обороны Литвы, осуществляет деятельность направленную на усиление защиты системы национальной обороны и повышения обороноспособности страны.
Традиционно в Войске Литовском (как в довоенном так и в современном) подразделения военной разведки и контрразведки именуются вторыми, с этим связано прозвище службы «Второй отдел» (Antras skyrius).

## Задачи службы
Согласно закону «О разведке»:
- Выполняет разведку и контрразведку в военно-политическом, военно-экономическом и военно-промышленном секторах;
- Выполняя задачи разведки борется с терроризмом;
- Занимается защитой и контролем государственной тайны, предоставляет и аннулирует допуски для работы с засекреченной информацией;
- Выполняет проверку кадров в системе национальной обороны на предмет опасных связей и других факторов которые могут нанести ущерб национальной обороне. Подготавливает соответствующие рекомендации Министру охраны края;
- Обеспечивая вышеперечисленные функции сотрудничает с национальными и иностранными специальными службами выполняющими правоохранительные функции, являющееся субъектами разведки и другими ведомствами.[1]

## История

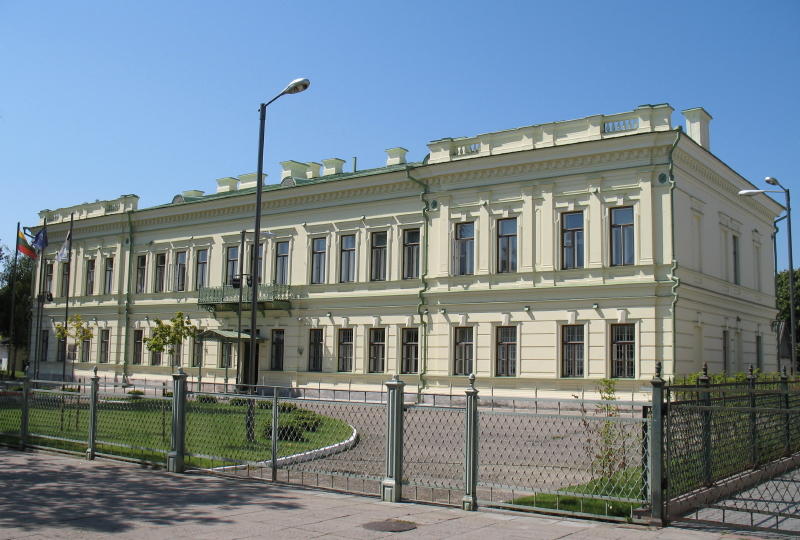
Здание Генерального штаба Войска Литовского в 1919—1940 годах.

### Межвоенный период
27 октября 1918 года воссоздавая Войско Литовское при Комиссии защиты Государственного совета (тарибы) Литвы был сформирован Отдел разведки который возглавил доброволец и бывший офицер русской императорской армии Йонас Жилинскас.
Сформировав Министерство охраны края — 6 января 1919 года отдел переформирован в Информационную часть при Строевом отделе при Генеральном штабе. С 12 мая информационная часть была переформирована в Отдел разведки при Генеральном штабе.
В период с 1 августа 1923 года до отдел менял названия и состав получив название третьего отдела, окончательно наименование второго отдела подразделение получило 7 апреля 1930 года.
На момент 1940 года структура отдела состояла из трёх частей:
- Информационной части;
- Части управления информацией;
- Части сбора данных.

После выдвижения советского ультиматума Литве в 1940 году и насильственного и присоединения республики, деятельность разведки прекратилась. Часть сотрудников разведки была репрессирована в том числе и последний начальник военной разведки полковник Константинас Дулкснис (23 июля 1940 года расстрелян во внутренней тюрьме на Лубянке).

### Холодная война
В ходе партизанской войны на территории бывшей Литовской Республики и западной части Белоруссии в составе Штаба обороны Союза борцов за освобождение Литвы присутствовал Отдел разведки возглавляемый майором Юозасом Лукшой. Известны факты сотрудничества с отдела с ЦРУ, МИ-6 и СЭПО а также французской разведкой.

### Восстановленная республика

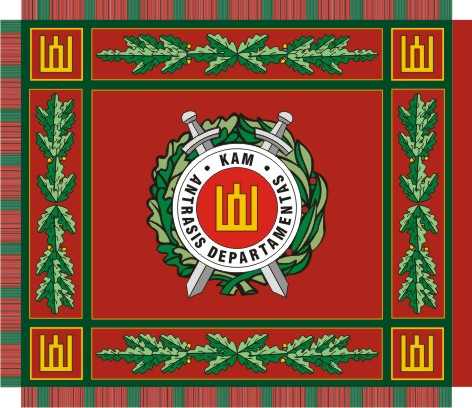
Боевое знамя департамента

Объявив о восстановлении межвоенной Литовской Республики были восстановлены и органы военной разведки. Осенью 1990 года был восстановлен Информационный отдел при Департаменте охраны края, весной 1991 года отдел переформирован в Информационную служба при службе создан отдел «A» выполнявший функции разведки вплоть до октября после чего в ходе реформы преобразования Департамента охраны края в министерство был переформирован во Вторую службу.
22 апреля 1993 года к Второй службе был присоединён Департамент контрразведки — сформирован Департамент разведки-контрразведки в мае 1994 года переименованный во Второй департамент. Современное название департаментом было обретено 23 июля 1997 года.

## Структура
Точная структура ведомства засекречена. Известно что департамент состоит из:
- Управлений
  - Отделов
  - Подотделов

Структура, численность и ограничения по штату устанавливаются ответственным министром.

## Руководители

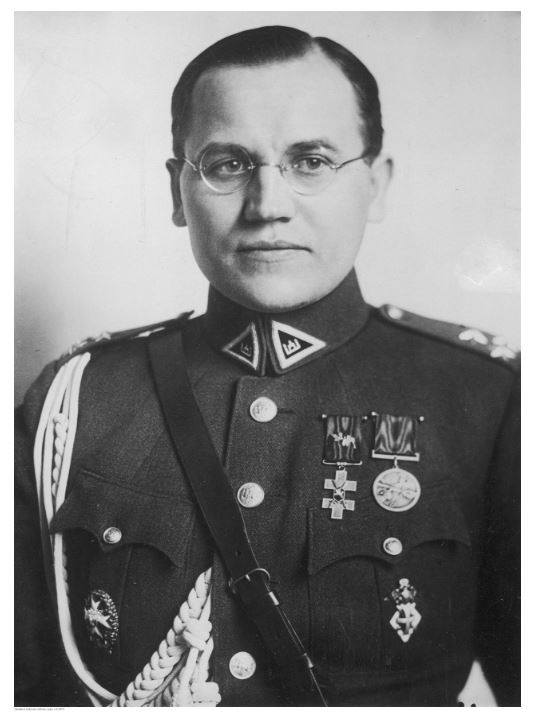
Один из руководителей литовской военной разведки полковник-лейтенант Казис Шкирпа.

Директор департамента назначается (сроком на 5 лет) и увольняется ответственным министром, обязательным критерием является опыт в командовании — 5 лет минимум.
Список руководителей литовской военной разведки начиная с официальной даты основания:
- доброволец Йонас Жилинскас (с 27 октября 1918).
- Миколас Липчюс (с 12 мая 1919 года).
- Людас Гира (с 23 августа 1919 года).
- Миколас Липчюс (с 10 ноября 1919 года).
- полковник-лейтенант Петрас Кирклис (с 10 апреля 1923 года).
- майор Антанас Ужупис (с 24 января 1924 года).
- полковник-лейтенант Казис Шкирпа (с 1 января 1926 года).
- полковник-лейтенант Петрас Кирклис (с 22 июня 1926 года).
- майор Стасис Раштикис (с 17 декабря 1926 года).
- полковник-лейтенант Петрас Кирклис (с 7 апреля 1930 года).
- полковник Юозас Ланскоронскис (с 1 сентября 1930 года).
- полковник-лейтенант Леонас Густайтис (с 16 апреля 1934 года).
- полковник Константинас Дулкснис (с 7 сентября 1937 года).
- майор Юозас Лукша (?)
- Алфонсас Байорас (с 1 июня 1990 года).
- Людас Бумбулис (с апреля 1991 года).
- Пятрас Ивошкис (с 2 января 1992 года).
- майор Миндаугас Равинскас (с 19 ноября 1992 года).
- Вергилиюс Чеснулявичюс (с 19 ноября 1992 года).
- майор Миндаугас Равинскас (с 2 января 1992 года как руководитель департамента контрразведки).
- Костас Мицкявичюс (с 7 мая 1997 года).
- полковник-лейтенант Гинтарас Багдонас (с 7 сентября 1937 года).
- полковник Юозас Качергюс (с 7 сентября 1937 года).
- полковник Альвидас Шюпарис (с 7 сентября 1937 года).
- полковник Ремигиюс Балтренас (с 2 августа 2016 года).
- полковник Елегиюс Паулавичюс (с 13 августа 2020 года).